# Manningova rovnice
Manningova rovnice je empirický vztah pro výpočet rychlosti proudění v otevřeném korytě. Formulována byla v roce 1889 irským inženýrem Robertem Manningem.
Byla odvozena v imperiální měrové soustavě ve tvaru
{\displaystyle v={\frac {1,\!49}{n}}R^{\frac {2}{3}}\ i_{0}^{\frac {1}{2}}}
v metrické soustavě pak má tvar
{\displaystyle v={\frac {1}{n}}R^{\frac {2}{3}}\ i_{0}^{\frac {1}{2}}}
kde {\displaystyle n} je drsnostní součinitel [m1/6], {\displaystyle R} je hydraulický poloměr [m] a {\displaystyle i_{0}} je sklon dna [-].
Porovnáním Manningovy rovnice s Chézyho rovnicí lze odvodit Chézyho rychlostní součinitel podle Manninga,
{\displaystyle C={1 \over n}R^{1 \over 6}}
Z tohoto porovnání vyplývají zajímavé důsledky. Chézyho rychlostní součinitel má rozměr [m0,5s−1], čili rozměr odmocniny z tíhového zrychlení. Z toho by vyplýval rozměr součinitele drsnosti {\displaystyle n} [m−1/3s]. Jelikož si lze jen obtížně představit fyzikální význam času u součinitele drsnosti, který je v zásadě mírou velikosti výstupků stěny, běžně se mlčky předpokládá, že konstanta 1,49 v imperiální měrové soustavě, resp. 1 v metrické, není konstanta číselná, ale fyzikální s rozměrem odmocniny tíhového zrychlení. Potom je rozměr součinitele drsnosti roven [m1/6] a fyzikálně je již smysluplný. Viz též,
Druhou zajímavostí je, že rovnice, ač byla odvozena v imperiální měrové soustavě, má v metrické soustavě koeficient 1. To je dáno tím, že Manning při odvození používal součinitele drsnosti odvozené Ganguilletem a Kutterem pro jejich vztah pro výpočet Chézyho rychlostního součinitele, přičemž tito autoři pracovali v metrické měrové soustavě.